# دانشنامه یانگل

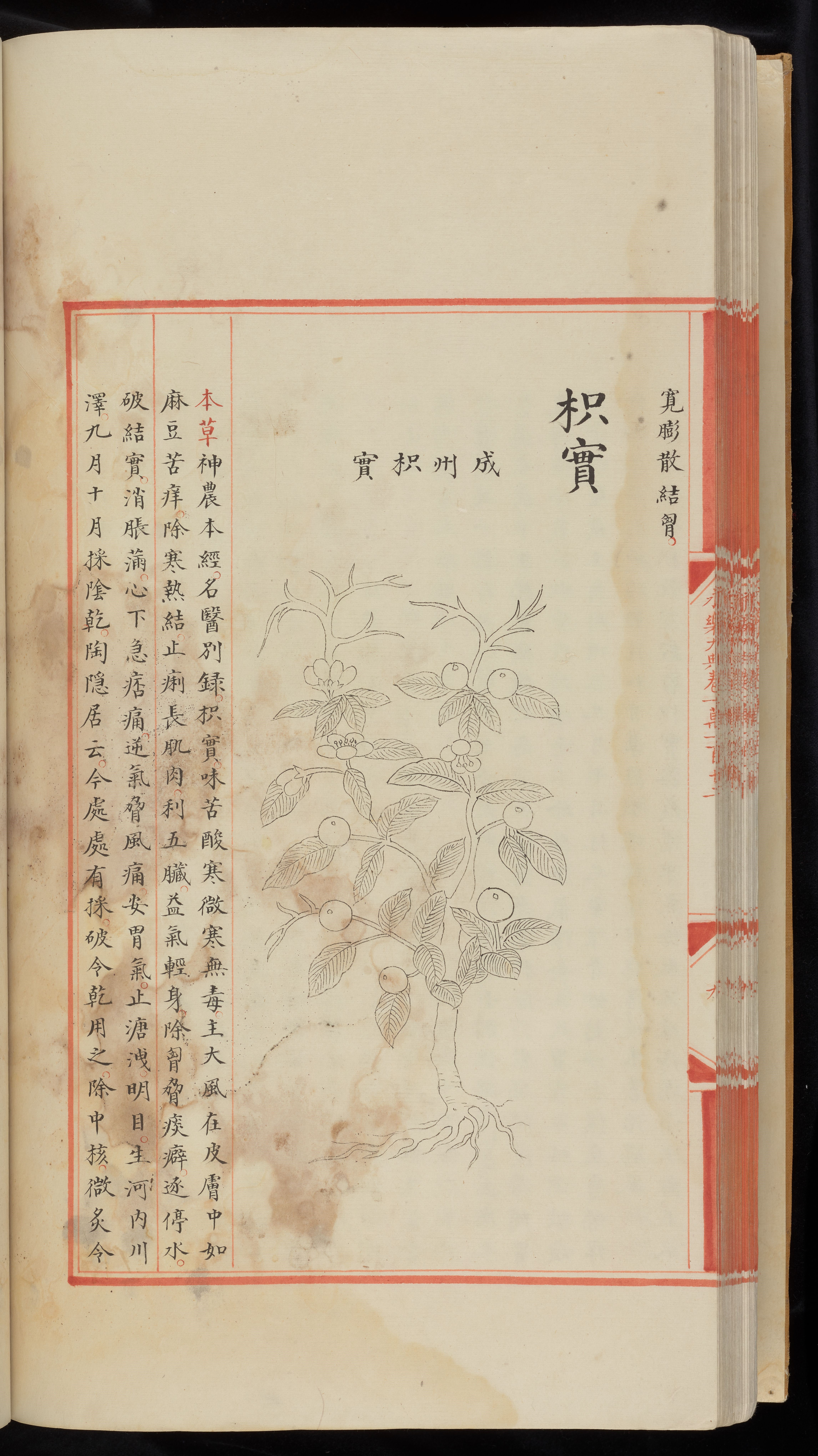

دانشنامه یانگل (چینی ساده: 永乐大典; چینی سنتی: 永樂大典) دانشنامه‌ای چینی است که توسط فرمان یونگ‌لو امپراتور سلسله مینگ در سال‌های ۱۴۰۳ تا ۱۴۰۸ میلادی نوشته و پدیدار شده‌است. این دانشنامه از لحاظ اندازه بزرگ‌ترین دانشنامهٔ کاغذی جهان است. که متأسفانه در جنگ‌های تریاک اول و دوم بخش‌های زیادی از آن از بین رفته‌است به طوری تا اکنون فقط ۴ درصد از باقی مانده‌است.

## وضعیت فعلی
کامل‌ترین مجموعه در کتابخانه ملی چین در پکن نگهداری می‌شود که دارای ۲۲۱ جلد است. بزرگترین مجموعه بعدی در موزه کاخ ملی در تایپه است که دارای ۶۲ جلد است.
بخش‌هایی از دایرةالمعارف یونگل (بخش‌های ۱۰۲۷۰ و ۱۰۲۷۱) در کتابخانه هانتینگتون در سن مارینو، کالیفرنیا قرار دارند.
۵۱ جلد در انگلستان در کتابخانه بریتانیا، کتابخانه بودلیان در آکسفورد، دانشکده مطالعات شرقی و آفریقایی دانشگاه لندن و کتابخانه دانشگاه کمبریج نگهداری می‌شود. کتابخانه کنگره ایالات متحده دارای ۴۱ جلد است؛ کتابخانه دانشگاه کرنل دارای ۶ جلد است. و ۵ جلد در کتابخانه‌های مختلف آلمان نگهداری می‌شود.

دو جلد در یک حراجی پاریس در ۷ ژوئیه ۲۰۲۰ به قیمت ۸ میلیون یورو فروخته شد.